# Carei
Carei (njemački: Grosskarol/Großkarl, mađarski; Nagykároly) je grad u županiji Satu Mare u Rumunjskoj. Drugi po veličini u županiji nakon Satu Mara.

## Zemljopis
Grad se nalazi u sjevernom dijelu povijesne pokrajine Crişane, na granici s Mađarskom, 35 km zapadno od županijskog središta Satu Marea i 99 km sjeverno od Oradee.

## Stanovništvo
Prema popisu stanovništva iz 2002. godine grad je imao 23.260 stanovnika. Polovicu stanovništva čine Mađari (54,46%), s velikim udjelom Rumunja (41,6%), od ostalih manjina tu su Nijemci i Romi.

## Gradovi prijatelji
- Orosháza, Mađarska
- Nyírbátor, Mađarska

## Vanjske poveznice
- Službena stranica grada

### Ostali projekti
|  | Zajednički poslužitelj ima još gradiva o temi Carei |